# Eduard Gaertner

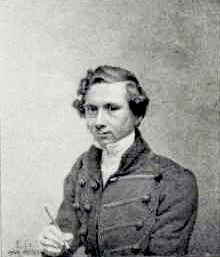
Eduard Gaertner, Selbstporträt (1829)

Johann Philipp Eduard Gaertner (* 2. Juni 1801 in Berlin; † 22. Februar 1877 in Flecken Zechlin) war ein deutscher Vedutenmaler des 19. Jahrhunderts.
Seine zwischen 1828 und 1870 entstandenen Ansichten von Berlin geben Aufschluss über das historische Erscheinungsbild der Stadt im Biedermeier. Seine Lehre absolvierte Gaertner in der Königlichen Porzellan-Manufaktur Berlin. Im Anschluss wurde er Schüler des königlichen Hoftheatermalers Carl Wilhelm Gropius. Sein Lehrmeister brachte Gaertner in Kontakt mit der Berliner Künstlerelite. Ab dem Jahr 1822 stellte Gaertner regelmäßig seine Bilder in der Akademie der Künste aus. Die Institution verschaffte seiner Kunst öffentliche Anerkennung. In den 1820er-Jahren erhielt er erste Aufträge vom preußischen Königshaus und unternahm eine Studienreise nach Paris. Nach der Rückkehr ließ er sich in Berlin als freier Maler nieder und spezialisierte sich vor allem auf Berliner Stadtansichten. Als sein Hauptwerk aus dieser Zeit gilt das Berlin-Panorama von 1834. Ende der 1830er-Jahre unternahm er geschäftliche Reisen nach Russland. In den 1840er-Jahren verlor Gaertners Kunst am königlichen Hof an Aufmerksamkeit. Der Künstler wandte sich mehr einem bürgerlichen Kundenkreis zu und erweiterte sein Repertoire verstärkt um Landschafts- und Innenraumdarstellungen. Seit den 1850er-Jahren machte die Fotografie Gaertners Architekturmalerei zunehmend unrentabel. Im Jahr 1870 zog er sich aus Berlin zurück und verbrachte die letzten Lebensjahre in Zechlin.

## Leben

### Herkunft und Kindheit (1801–1814)
Eduard Gaertner wurde am 2. Juni 1801 in der preußischen Hauptstadt Berlin geboren. Seiner Geburtsstadt sollte er zeit seines Lebens eng verbunden bleiben und, so der Kunsthistoriker Helmut Börsch-Supan, „wie kein anderer Maler es verstehen, die Eigenart der Stadt zu erfassen“. In Berlin war er vielfältigen architektonischen Reizen ausgesetzt, die seinen Sinn schulten, „in der Wirklichkeit das Schöne zu entdecken“ (so Börsch-Supan). Die großen Architekturmaler des 18. Jahrhunderts, vor allem Canaletto und Francesco Guardi, wurden früh zu seinen Vorbildern. Gaertner erlebte Berlin als eine Stadt im Wandel: Die königliche Residenzstadt verlor aufgrund der in den 30er Jahren des 19. Jahrhunderts langsam einsetzenden Industrialisierung an Überschaubarkeit. Auf kulturellem Gebiet brach das Bürgertum die Dominanz von Hof und Adel. An der Stadtperipherie entstanden die Elendsviertel der Handwerker, Tagelöhner und Fabrikarbeiter. Politische und soziale Spannungen gehörten zum Erscheinungsbild der Stadt und sollten von Gaertner noch künstlerisch widergespiegelt werden.
Der Weg zum Künstler war ihm keineswegs vorgezeichnet. Eduard Gaertner stammte aus einfachen Verhältnissen. Sein Vater Johann Philipp Gärtner (so die offizielle Schreibweise), geboren am 9. Januar 1771, war ein englischer Stuhlmachermeister, der nach Berlin übersiedelte. Im Zuge der napoleonischen Besetzung Berlins im Jahr 1806 verschlechterten sich die wirtschaftlichen Rahmenbedingungen so weit, dass Johann Philipp Gärtner arbeitslos wurde. Um dennoch die Versorgung der Familie sicherzustellen, verließ seine Ehefrau Caroline Gaertner mit dem jungen Gaertner Berlin und ließ sich in Kassel nieder. Sie arbeitete dort als Goldstickerin und ermöglichte Eduard Gaertner im Alter von 10 Jahren, von dem Kasseler Hofmaler Franz Hubert Müller im Zeichnen unterrichtet zu werden. In Kassel, der Hauptstadt des kurzlebigen Königreiches Westphalen, blieben Mutter und Sohn bis 1813, als sich die Niederlage Napoleons in den Befreiungskriegen abzeichnete.

### Ausbildung (1814–1824)

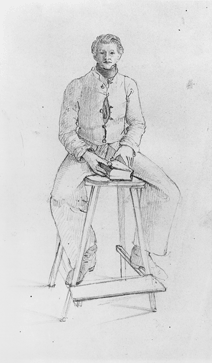
Selbstporträt (1820)

Als Eduard Gaertner im Jahr 1814 seine sechsjährige Lehre an der Königlichen Porzellan-Manufaktur (KPM) begann, erlebte Berlin eine Phase der wirtschaftlichen Erholung. Da die kriegerischen Belastungen nun – abgesehen von der kurzzeitigen Rückkehr Napoleons – entfielen, kauften Bürgertum und Adel wieder verstärkt Porzellan. Die KPM war folglich daran interessiert, neue Lehrlinge auszubilden und als Fachkräfte einzustellen. Von dieser Entwicklung profitierte auch Gaertner als Dekorationsmaler in der Manufaktur. Laut dem Kunsthistoriker Helmut Börsch-Supan gehen die Fähigkeiten Gaertners, die hohe „Präzision der Zeichnung und der Sinn für einen Oberflächenreiz“ auf diese Ausbildung zurück. Auch andere Berliner Architekturmaler wie Johann Heinrich Hintze begannen ihr Berufsleben in der KPM. Eduard Gaertner selbst war anderer Ansicht: das in der Porzellanmanufaktur Erlernte sei „außer einer oberflächlichen Lehre der Perspektive für [seine] Laufbahn eher hinderlich als förderlich (gewesen), da [er] nur Ringe, Ränder und Käntchens zu machen hatte“. In der Manufaktur freundete sich Gaertner mit Gustav Taubert, dem Leiter der Figurenmalerei und späteren Direktor der KPM an. Von ihm übernahm er Techniken der Bildnismalerei.
Als Gaertner im Jahr 1820 gerade seine Lehre an der Porzellanmanufaktur beendet hatte und noch kein Berufskünstler war, zeichnete er ein 15,6 × 9,4 cm großes Selbstporträt. In dem Bleistiftbildnis präsentiert sich der Zwanzigjährige „auf einem hochbeinigen Schemel sitzend“ (so Irmgard Wirth), wobei er die Haltung eines Reiters annimmt. Das auf die Sitzfläche des Schemels gelegte Buch und „die regelmäßige Schraffur“ zeigen ihn noch eher als Akademiker und weniger als Künstler. Dennoch experimentierte Gaertner in dem Bild bereits mit der Perspektive. So wirken seine Beine und Hände im Vergleich zum Oberkörper überproportional breit. Die Kunsthistorikerin Johanna Völker vermutet daher, der Künstler habe mit einem konvexen Spiegel gearbeitet.
Im Jahr 1821 wechselte Gaertner in das Atelier des königlichen Hoftheatermalers Carl Wilhelm Gropius. Er arbeitete dort bis 1825 an der Gestaltung von bemalten Bühnenkulissen. Dieser Tätigkeit verdankte Gaertner seinen Blick für architektonische Perspektiven und deren realitätsnahe Wiedergabe. Über Gropius lernte er den Architekten, Maler und Bühnenbildner Karl Friedrich Schinkel kennen. Dieser entwarf Bühnenbilder, die Gaertner fertigstellte. Neben der Arbeit bei Gropius besuchte Gaertner im Jahr 1822 zusätzlich die erste Zeichenklasse der Akademie der Künste. Gaertner gelang zwar die Versetzung, er brach das Semester jedoch 1823 wieder ab.

### Beginnende Künstlerkarriere und Pariser Studienreise (1824–1828)

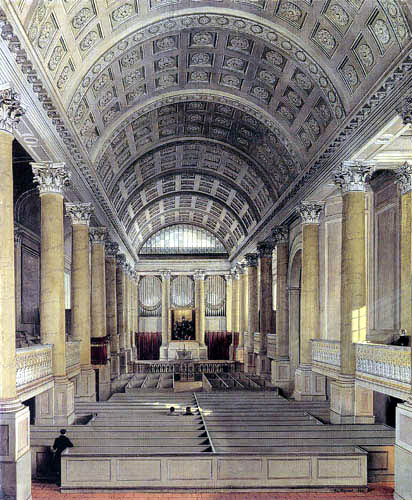
Innenraum des Vorgängerbaus des heutigen Berliner Doms, Berlin 1824

Im Jahr 1824 erhielt Gaertner erstmals einen Auftrag von dem preußischen König Friedrich Wilhelm III. Er sollte den Innenraum des 1816/1817 von Schinkel umgestalteten Vorgängerbaus des heutigen Berliner Doms auf Leinwand dokumentieren. Bevor Gaertner mit der Arbeit an dem Ölgemälde begann, fertigte er als Vorlage eine 37,8 × 34,2 cm große Bleistiftzeichnung an, die sich im Märkischen Museum erhalten hat. Sie weicht nur in wenigen Details von dem späteren Gemälde ab. Schon auf dieser Skizze sind nur wenige Personen abgebildet, sodass die Aufmerksamkeit des Betrachters ganz auf die klassizistische Architektur gelenkt wird. In dem 77 × 62 cm großen Ölgemälde fällt die Blickrichtung vom Standort der Nordempore aus auf die Orgel und den Altar der Kirche. Ein heller, von der rechten Seite eindringender Lichtstrahl erleuchtet die Sitzreihe im Kirchenschiff. Auf einer Säule am rechten Bildrand zeichnet sich der Schatten der Fenstersprossen ab. Der König ließ das Gemälde im heutigen Kronprinzenpalais aufhängen. Während der Ausstellung der Berliner Akademie 1824 wurde es einer breiteren Öffentlichkeit bekannt und brachte Gaertner weitere Aufträge ein. Er konnte sich 1825 eine dreijährige Bildungsreise nach Paris leisten, womit er dem Vorbild seines Lehrmeisters Gropius folgte.
Während seiner Studienreise hielt sich Gaertner nur zeitweise in der französischen Hauptstadt auf. Er nutzte mehrfach die Gelegenheit, um auch Städte wie Nürnberg, Heidelberg, Gent, Brüssel und Brügge zu besichtigen, wo es ihn vor allem zu den Bauwerken der Spätgotik hinzog. Paris als das künstlerische, wirtschaftliche und politische Zentrum Frankreichs muss auf Gaertner einen großen Eindruck gemacht haben. In der Stadt lebten bereits etwa 890.000 Menschen – mehr als vier Mal so viele wie in Berlin. Die Stadt wurde in ihrem Kern noch weitestgehend von einer mittelalterlichen Bebauung dominiert, die im Begriff war zu verfallen. Gerade dieses Stadtbild übte seit 1800 einen großen Reiz auf englische Maler und Aquarellisten aus. Unter ihrem Einfluss begann sich Gaertner endgültig von den Innenraumdarstellungen ab- und den Stadtveduten zuzuwenden.
Gaertner wohnte im Pariser Atelier des Landschaftsmalers Jean-Victor Bertin. Obwohl dieser kein Vedutenmaler war, bewirkte er wahrscheinlich ein größeres Interesse Gaertners an der Malerei. Zuvor hatte Gaertner noch die Arbeit an Aquarellen der an Gemälden vorgezogen. In Paris lernte er aber, wie Irmgard Wirth betont, eine „Luft- und Lichtwirkung allein mit den Mitteln der Farbe“ zu erzielen. Von nun an seien Gaertners Gemälde, so Wirth, nicht mehr von einer „kalten, harten und luftleeren“ Ausstrahlung gekennzeichnet.
Inspiriert vom Pariser Stadtbild fertigte er zahlreiche Gemälde und Aquarelle an. Im Jahr 1827 sandte er einige dieser Exemplare zu einer Berliner Akademieausstellung. Dort zeigten sich die Kunstkritiker von Gaertners Fähigkeiten beeindruckt. Beispielsweise lobte das Berliner Kunstblatt die gelungene Wiedergabe von Licht und Luft. Die bekannteste von Gaertners Paris-Ansichten zeigt den Blick von der Rue-Neuve auf die Kathedrale Notre Dame. Die Kathedrale selbst tritt dabei zurück; sie ist in Dunst gehüllt, was ihre räumliche Entfernung vom Betrachter unterstreichen soll. Der linke Häuserblock der Straße wird hingegen von dem „nachmittäglichen, gedämpften“ Sonnenlicht berührt. Wie in vielen seiner Werke hebt Gaertner alltägliche Straßenszenen hervor: So hängt an den Fenstern Wäsche, ein Esel wird durch die Straße geführt, ein Mann brät „auf glühenden Kohlen“ Maronen; Hunde und Katzen beleben die Szene, ebenso uniformierte Personen.

### Berufliche Niederlassung und Familiengründung (1828–1830)

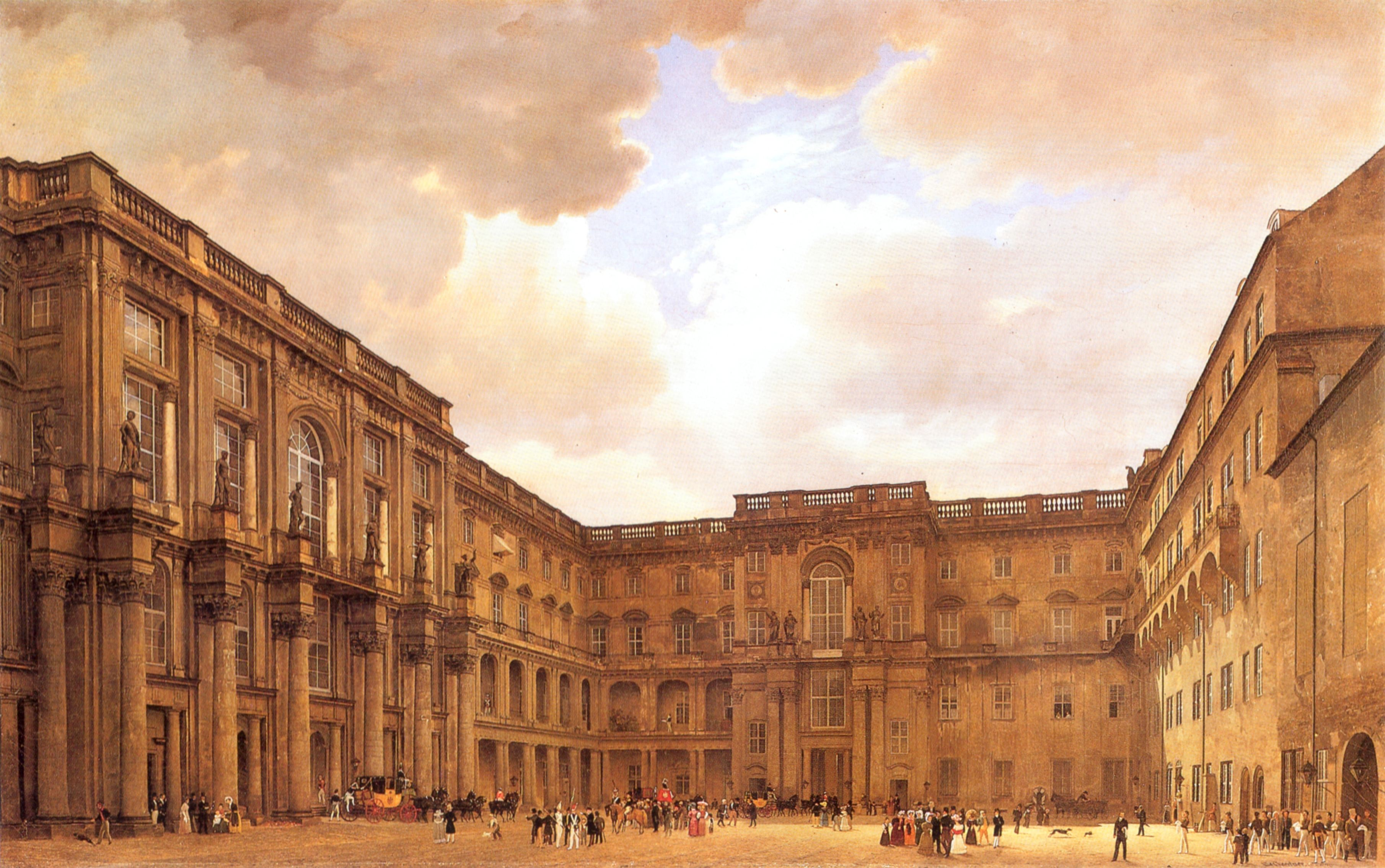
Schlüterhof des Berliner Schlosses, um 1830

Nach seiner Rückkehr aus Paris 1828 bemühte sich Gaertner um eine berufliche und familiäre Eigenständigkeit. In Berlin arbeitete er als freier Künstler. Seine zahlreichen Ansichten der preußischen Hauptstadt fanden im Berliner Bürgertum, aber auch dem Königshaus großen Anklang. Dies und die Mitgliedschaft im 1814 gegründeten Berlinischen Künstler-Verein, dem Vorgänger des Vereins Berliner Künstler, verschaffte ihm Zutritt zu den geselligen Zusammenkünften der städtischen Künstlerelite. Gaertner pflegte Kontakte unter anderem mit Karl Friedrich Schinkel, Franz Krüger, Christian Daniel Rauch, Karl Eduard Biermann, Gottfried Schadow und Johann Heinrich Hintze. Er nahm innerhalb dieses Zirkels an zahlreichen Einladungen und Ausflügen ins Berliner Umland teil.
Seine Bekanntschaften ließ er oft in Gemälden verewigen. Ein Beispiel hierfür ist das Gemälde Die Klosterstraße von 1830: In der Mitte des Gemäldes reitet der für seine Pferdeansichten bekannte Maler Franz Krüger über die Straße. Krüger wendet sich dabei grüßend Gaertner zu, der rechts von ihm steht und die Geste mit gezogenem Zylinder erwidert. Links neben einer Kutsche geht Rauch – erkennbar an seiner weißen Hose – inmitten einer Menschengruppe spazieren. Auf der rechten Seite, vor der Fassade des Gewerbeinstitutes, begleitet Schinkel den Ministerialbeamten Peter Beuth. Die abgebildeten Personen lebten oder arbeiteten zum Teil in der Klosterstraße. So hat Gaertner Rauch vor dessen Wohnhaus und Atelier platziert. Schinkel hatte die Architektur des Gewerbeinstituts entworfen; Beuth war Gründer derselben Anlage, die die rechte Seite des Gemäldes dominiert. Gaertner demonstriert in dem Gemälde, dass er sich als Künstler auf einer Stufe mit Krüger und Schinkel sah.
Im Jahr 1829 heiratete er die 21-jährige Henriette Karel. Mit ihr bekam er zwölf Kinder, von denen acht das Erwachsenenalter erreichten, fünf Söhne und drei Töchter. Wie die notizartigen Tagebuchaufzeichnungen Gaertners belegen, kümmerte er sich hauptsächlich an Feier- und Sonntagen um das Familienleben. Innerhalb der Arbeitswochen widmete er sich hingegen vorrangig seinen zahlreichen Kunstwerken und Vorzeichnungen. So entstanden beispielsweise das Gemälde vom Spittelmarkt und das Berlin-Panorama etwa gleichzeitig. Gaertners Söhne machten zum Teil Karriere: Eduard Conrad Gaertner amtierte zwischen 1863 und 1871 als deutscher Konsul auf der japanischen Insel Hokkaidō. Gaertners ältester Sohn Philipp Eduard Reinhold folgte seinem Bruder Conrad nach Japan und baute dort eine große Plantage auf. Der jüngste Sohn Otto Eduard Philipp Gaertner wanderte in die Vereinigten Staaten von Amerika aus, wo er zu einem bekannten Porträtmaler aufstieg.

### Zeit bis zu den Russlandreisen und das Berlin-Panorama (1830–1837)

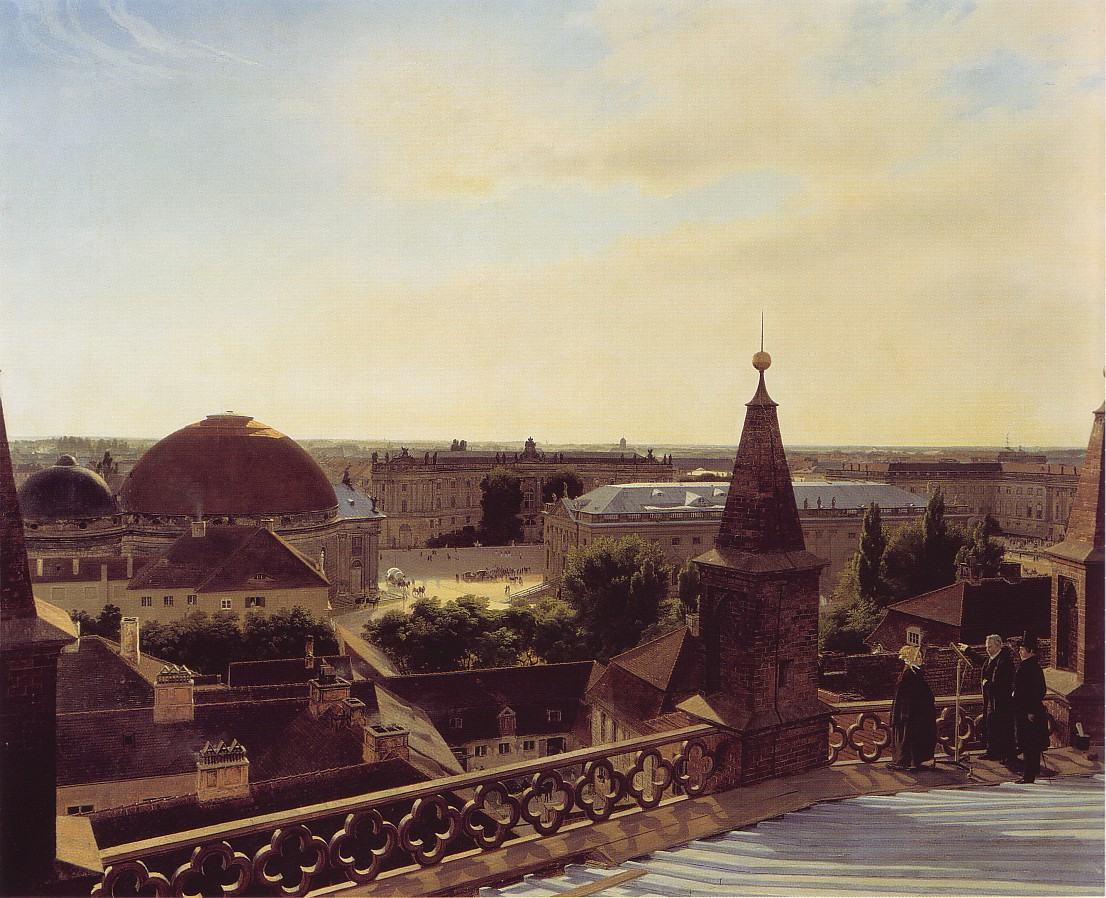
Ausschnitt der Nordansicht des Panoramas

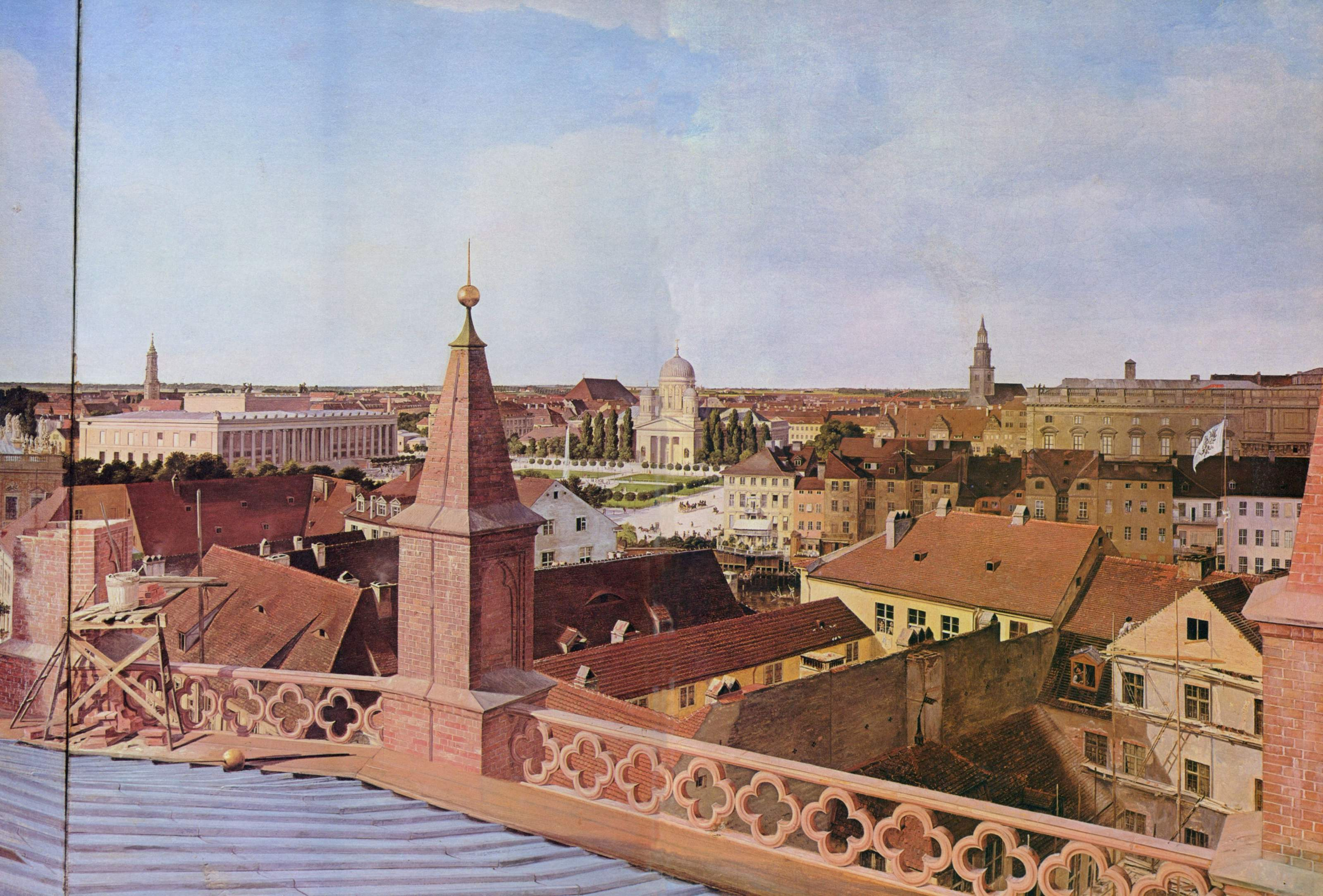
Ausschnitt der Ostansicht des Panoramas

Berlin-Panorama, Blick nach Süden, rechte Tafel

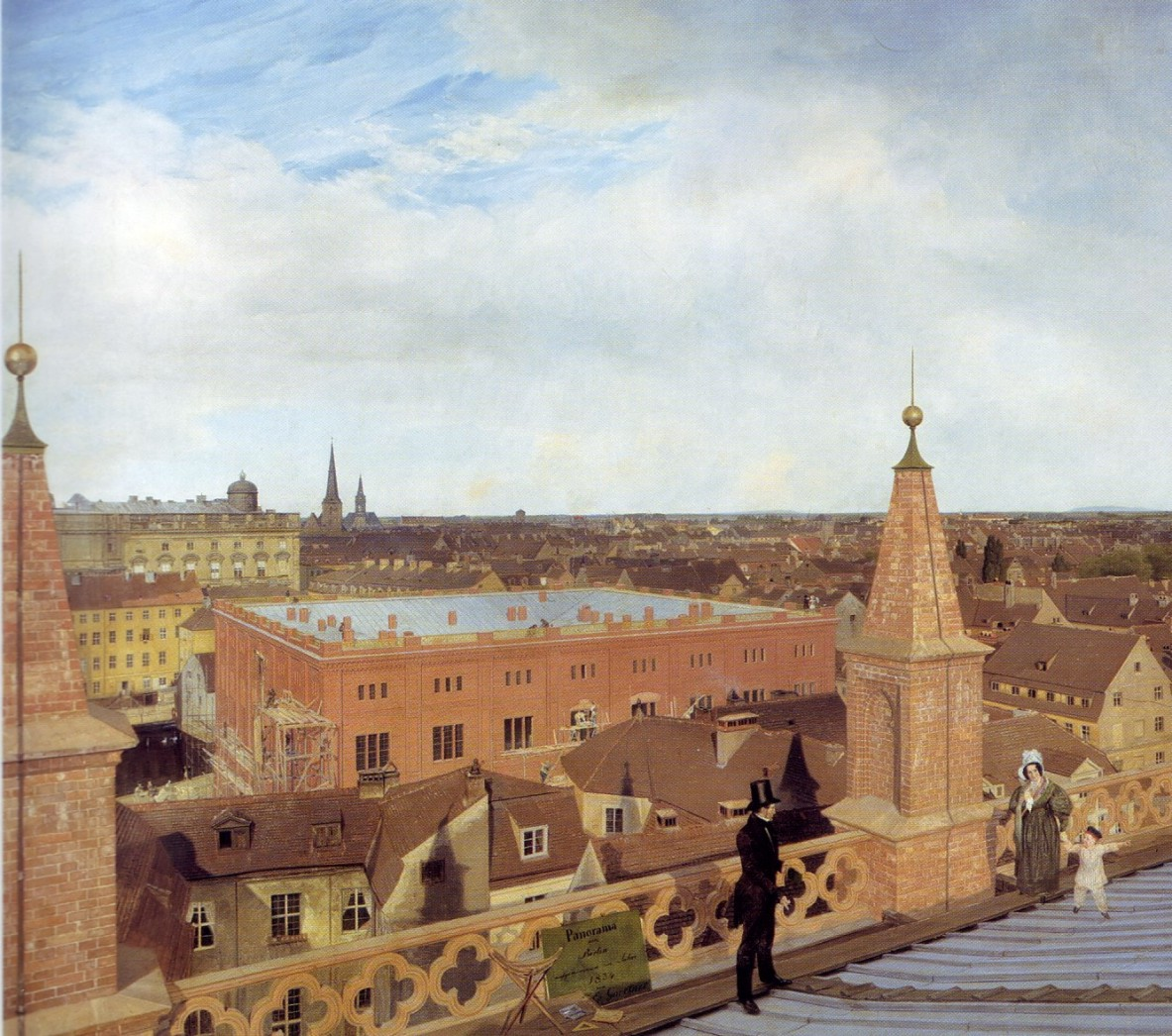
Linker Ausschnitt der Südansicht des Panoramas

In den 1830er Jahren stand Gaertner auf dem Höhepunkt seines Erfolges. Neben Domenico Quaglio war er der bedeutendste Architekturmaler des Deutschen Bundes. Das biedermeierliche Berlin porträtierte er als idyllische Residenzstadt, die noch vergleichsweise wenig von der Industrialisierung betroffen war. Plätze und Straßen wirkten an vielen Stellen noch kleinstädtisch. Auch die gerade erst errichteten Bauten Schinkels stellten ein beliebtes Motiv für den Künstler dar. Aus dieser Zeit seines Schaffens stammen hauptsächlich auch seine vier Schreibkalender, die heute in der Nationalgalerie aufbewahrt werden. Mit ihren kurzen Einträgen aus den Jahren 1834, 1836, 1838 und 1842 gewähren sie Einblicke in das Leben Gaertners. Dieser zeichnet darin von sich selbst das Bild einer frommen und fleißigen Persönlichkeit.
Unter anderem liefern die Schreibkalender Anhaltspunkte über den Entstehungshintergrund eines seiner bedeutendsten Werke: des sechsteiligen Berlin-Panoramas von 1834, das den Rundumblick vom Dach der zwischen 1824 und 1830 von Schinkel erbauten Friedrichswerderschen Kirche zeigt. Als Grundlage hierfür fertigte Gaertner eine Zeichnung auf Leinwand an, auf die er später eine Untermalung auftrug. Anschließend brachte er das Panorama auf das Dach der Kirche. Dort richtete er sich eine „Bretterbude“ ein, die ihn vor Wind und Wetter schützen sollte. Etwa drei Monate arbeitete Gaertner auf dem Dach an dem Panorama. In seinem Atelier stellte er sein Werk Ende 1834 fertig. Das Panorama setzte sich aus sechs Bildtafeln zusammen, denn Gaertner war sich unsicher, ob ein begehbares 360°-Panorama einen entsprechend wohlhabenden Käufer finden würde. Einzelne Bildtafeln boten den Vorteil, sie an verschiedene Interessenten zu verkaufen und in Wohnräumen unterbringen zu können. Nach den ersten drei Bildtafeln konnte der Künstler König Friedrich Wilhelm III. als Käufer gewinnen. Das fertige Panorama fand 1836 im Schloss Charlottenburg seinen Platz.
Die Tafeln des Panoramas sollten (so Ursula Cosmann) „die Illusion hervorrufen, selbst mit auf dem Dach der Kirche zu stehen“. Zu diesem Zweck bilden das flache Satteldach, die Fialen, zwei Türme (vgl. die Westansicht der Tafeln) und die Brüstung einen Teil des Panoramas. Zugleich erleichtern sie dem Betrachter die genaue „Standortbestimmung“ (so Gisold Lammel). Die Nordtafeln zeigen im Vordergrund, wie auf dem Zinkdach der Naturforscher Alexander von Humboldt einem Ehepaar den Ausblick auf das Forum Fridericianum erklärt und dabei auf ein Fernrohr weist. Auf der linken Seite der Nordansicht ist die Hedwigskathedrale zu sehen, daran hinten rechts anschließend die königliche Bibliothek und in der Mitte die königliche Oper. Auf der rechten Seite erscheint schließlich das Zeughaus. Auf der Ostansicht ist links der Lustgarten mit dem heutigen Alten Museum und dem klassizistischen Vorgängerbau des heutigen Berliner Doms zu sehen. Ganz rechts ist das Berliner Stadtschloss zu erkennen, das auch in die Südansicht hineinragt. Diese wird im Hintergrund von der noch unvollendeten Berliner Bauakademie dominiert. Im Vordergrund hat sich der Künstler selbst verewigt. Links neben ihm trägt eine „grüne Zeichenmappe“ (so Ursula Cosmann) die Aufschrift Panorama von Berlin. Weiter rechts schließen sich in der Ferne die Türme des Gendarmenmarktes an. Zwischen dem dortigen Deutschen und Französischen Dom sind das Dach und der Giebelportikus des Schauspielhauses sichtbar. In der Westansicht, die von den Türmen der Friedrichswerderschen Kirche beherrscht wird, ist ein auf die Dachspitze kletternder Sohn Gaertners zu sehen, der in seiner Hand einen Säbel trägt. Auf der linken Seite der Westansicht unterhalten sich Schinkel und Beuth miteinander.
Mit der bildlichen Hervorhebung von Universität, Oper, Altem Museum, Schauspielhaus und Bauakademie rückte Gaertner vor allem das bürgerliche Berlin in den Vordergrund. Das Berliner Stadtschloss als Zentrum der preußischen Monarchie drängt er hingegen „an den Rand“ der Tafeln. Dies kann, so die Kunsthistorikerin Birgit Verwiebe, als versteckte Kritik an der monarchischen Politik verstanden werden. Zudem erlaubt das Panorama seltene Einblicke in den Arbeitsalltag: Auf den Gerüsten der Bauakademie stehen Bauarbeiter und Dachdecker. In der Ostansicht, unterhalb des Lustgartens transportieren Kahnfahrer Fässer auf der Spree. Auf der rechten Tafel der Südansicht klopft unten rechts eine Frau Bettzeug aus. Aus dem Fenster schauend raucht ein Mann seine Pfeife. Auf dem Forum Fridericianum, zwischen Universität, Hedwigskathedrale und Oper, lassen sich mehrere Karrenwagen entdecken.

### Russlandreisen (1837–1839)
Nach dem Erfolg seines Berlin-Panoramas versuchte Gaertner Kontakte zum russischen Zarenhof zu knüpfen. Dabei wollte er sich die familiären Verbindungen der Hohenzollern-Dynastie zu Nutze machen, denn Zarin Alexandra Feodorowna war eine Tochter Friedrich Wilhelms III. Ihr wollte er eine zweite Fassung des Berlin–Panoramas verkaufen. Anders als in der älteren Literatur angenommen, reiste Gaertner – wie die Kunsthistorikerin Wasilissa Pachomova-Göres herausgearbeitet hat – ohne einen Auftrag von Zar Nikolaus I. und seiner Familie nach Russland. Ob der Zar ihm sein Werk abkaufen würde, blieb also vorerst offen. Gaertner ging auf dieses Wagnis dennoch ein, da sein Lehrmeister Gropius und Künstlerfreund Krüger bereits seit Jahren erfolgreich in Russland Geschäfte machten. Im Jahr 1837 brach Gaertner nach Sankt Petersburg auf und konnte den Verkauf seiner Panorama–Replik erreichen. Der Zar machte die Darstellung seiner Frau zum Geschenk. Die Eindrücke der Russlandreise, die Gaertner zum Teil in heute meist verschollenen Landschafts- und Stadtansichten festhielt, ermutigten ihn 1838 und 1839 zu weiteren Aufenthalten in Moskau und Sankt Petersburg.
Die „Weiträumigkeit und exotisch anmutende Architektur“ Moskaus (Dominik Bartmann) beeindruckte Gaertner zutiefst. Sogar nach dem Ende seiner Russlandreisen blieb die Stadt für ihn ein wichtiges Motiv. Ein herausragendes Beispiel hierfür stellt sein Kreml-Panorama von 1839 dar. Es ist auf drei Bildflächen verteilt, womit Gaertner die sakrale Form des mittelalterlichen Triptychons nachahmte. Auf diese Weise schuf er einen passenden Rahmen für die goldglänzenden Kirchenkuppeln des Kreml. Im linken Bildteil stechen die Erzengel-Michael-Kathedrale (links) und die diagonal verlaufende Kremlmauer hervor. Die erwähnte Kathedrale verdeckt im Hintergrund die Mariä-Verkündigungs-Kathedrale und den Großen Kremlpalast. Auf dem rechten Bild sind einige Gebäude zu sehen, die heute nicht mehr stehen, etwa das dem Erzengel Michael geweihte Tschudow-Kloster und das Himmelfahrtskloster. Das mittlere Bild zeigt den Glockenturm Iwan den Großen mit der herabgestürzten Zarenglocke. Links vom Glockenturm erhebt sich im Hintergrund die Mariä-Himmelfahrts-Kathedrale. Der geschnitzte Rahmen des Gemäldes ist vergoldet und war von Gaertner von Anfang an für Friedrich Wilhelm III. bestimmt. Wie im Berlin-Panorama bildet auch das Moskau-Panorama das Alltagsleben der Bürger ab: Vor der Erzengel-Michael-Kathedrale spielen etwa zwei Kinder. Der Klerus zeigt sich in schwarz gekleideten Gewändern. Offiziere reiten durchs Bild. Frack tragende Bürger gehen spazieren. In der rechten Bildfläche hat sich Gaertner wahrscheinlich wiederum selbst verewigt. Er hält ein „Skizzenbuch unter dem Arm“ (Birgit Verwiebe) und wendet sich dem Betrachter zu.

### Umorientierung und Stilwandel (1840–1848)
Am 7. Juni 1840 starb mit König Friedrich Wilhelm III. Gaertners wichtigster Mäzen. Zwischen den Jahren 1828 und 1840 hatte der König ihm 21 Gemälde abgekauft. Der neue Herrscher, Friedrich Wilhelm IV., hatte einen anderen Kunstgeschmack als sein Vater. Er interessierte sich weniger für Veduten von Berlin. Vielmehr wurde das architektonische Vorbild Griechenlands und Italiens zum Maßstab. Beide Länder hatte Gaertner nie bereist. Auch das Interesse an mittelalterlich inspirierter Kunst gewann am Hof unter dem neuen König an Bedeutung. Dieser veränderten Nachfrage konnten andere Künstler wie Johann Heinrich Hitze, Friedrich Wilhelm Klose und Wilhelm Brücke eher nachkommen als Gaertner. Ebenso begann die Landschaftsmalerei die Architekturbilder zu verdrängen. Gaertner war also seit 1840 dazu gezwungen, mehr als je zuvor einen bürgerlichen Kundenkreis anzusprechen und sein künstlerisches Themenrepertoire zu erweitern. Er blieb auch in den folgenden Jahren ein im Berliner Bürgertum angesehener Maler, dem zahlreiche Aufträge zufielen. Besonders wichtig wurden für ihn die Darstellungen von privaten Innenräumen.
Zu der Interieurmalerei dieser Zeit gehört das Gemälde Das Wohnzimmer des Schlossermeisters Hauschild. Gaertner pflegte seit den 30er Jahren Geschäftsverbindungen zu dem Schlossermeister Carl Hauschild. Bei den Transporten der beiden Berlin–Panoramen stellte dieser dem Maler seine handwerklichen Fähigkeiten zur Verfügung. Zweimal (1839 und 1843) gab Hauschild bei Gaertner Gemälde in Auftrag, darunter die Ansicht seines Wohnzimmers in der Stralauer Straße 49 in Berlin. Gaertner fängt in dem Bild eine familiäre, intime Atmosphäre ein. Nichts erinnert an die Werkstattarbeit des Hausherrn. Gesellen und Lehrlinge, die jahrhundertelang ein fester Bestandteil des Handwerkerhaushaltes gewesen waren, treten nicht in Erscheinung. Neben Carl Hauschild (ganz rechts) werden dessen Frau (erkennbar an dem Säugling in ihren Armen), Mutter (ganz links) und vier Kinder abgebildet. Das Gemälde gewährt auch Einblicke in die Wohnkultur des Biedermeier: Der schmuckvolle Parkettboden, das Mahagonimobiliar und die kräftige blaue Tapetenfarbe bringen Reichtum zum Ausdruck, womit die Familie ihren ungewöhnlich schnellen sozialen Aufstieg hervorheben wollte. Auf der rechten Seite des Raumes stellt ein Vitrinenschrank kostbare Glas- und Silberobjekte zur Schau. Die Kommode weiter hinten wird zum Teil vom Vitrinenschrank verdeckt. Auf dem Boden, direkt vor dem Spiegel, steht ein Nähtischchen bereit. An der Decke hängt eine Astrallampe.
In den 1840er Jahren unternahm Gaertner eine Reihe von Reisen; 1841 besuchte er zum ersten Mal Böhmen; 1844 folgte die Mark Brandenburg und ab 1845 mehrere Reisen in die Provinz Preußen. In der Provinz Preußen verband er seine Fähigkeiten als Architekturmaler mit dem wachsenden Interesse des Berliner Bürgertums an Geschichte beziehungsweise den historischen Baudenkmälern. Die Region war für ihre gotischen Backsteinbauwerke und Burgen aus der Zeit des Deutschen Ordens bekannt. Die vielen kleinen, idyllisch an Flüssen gelegenen Städte und Dörfer beförderten aber auch Gaertners Landschaftsmalerei. Mittelalterlich dominierte Städte wie Neidenburg, Gollub und Allenstein rückte Gaertner mit seinen Aquarellen und Gemälden wieder ins kulturelle Bewusstsein. Zum Zentrum seiner künstlerischen Aktivitäten in der Provinz Preußen entwickelte sich die Stadt Thorn. Deren kleine Bürgerschaft war im Gegensatz zu den meisten anderen Orten wohlhabend genug, um Gaertner Aufträge zu erteilen.

### Zeit der Revolution von 1848/1849

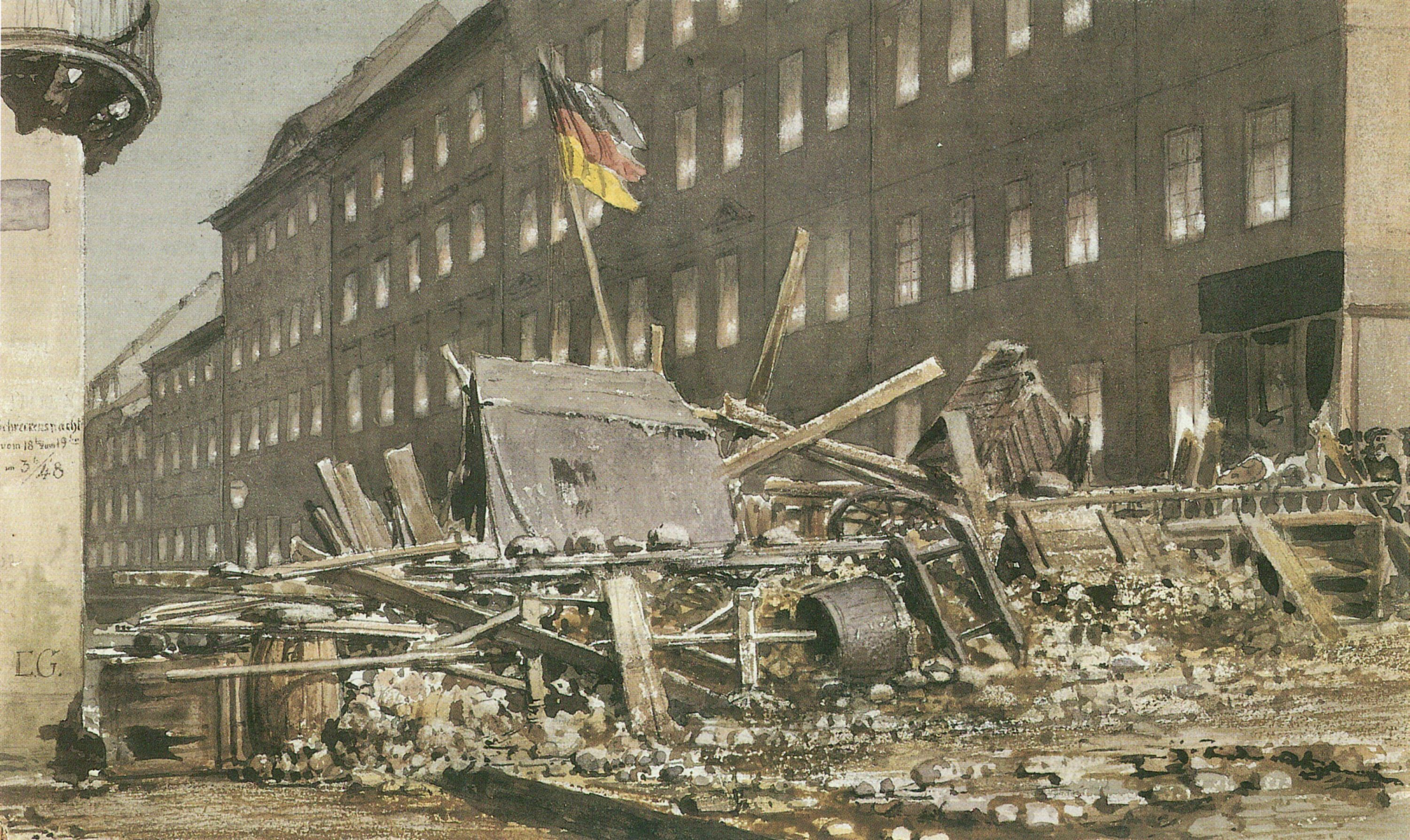
Barrikade nach Kämpfen in der Breiten Straße

Im Jahr 1848 weitete sich die sogenannte Märzrevolution auf Berlin aus. Wie Gaertner sich in dieser Zeit politisch positionierte, ist unbekannt. Schriftliche Äußerungen sind diesbezüglich nicht überliefert. Aus den erhaltenen Bildwerken des Künstlers, etwa dem Aquarell Barrikade nach Kämpfen in der Breiten Straße, schlussfolgert der Kunsthistoriker Helmut Börsch-Supan jedoch, dass Gaertner wie viele seiner Zeitgenossen über „die tiefe Kluft zwischen dem König und dem Volk“ schockiert war. Auch Renate Franke kommt zu dem Ergebnis, Gaertner nicht als Revolutionär einzustufen. Seine „heiteren“ und „idyllischen“ Stadtansichten sprechen ihr zufolge gegen eine radikale Infragestellung von allem Bestehenden. Gaertners Schreibkalender deuten eher darauf hin, dass er ein „fleißiger Kirchengänger“ war und auf Reformen von oben setzte. Sein Staatsideal sah er laut Renate Franke in einer aufgeklärt-christlichen Monarchie.
Dieser Einschätzung schließt sich auch Edit Trost an. Gaertner habe einen Aufstand gegen die Hohenzollern für chancenlos gehalten, was sich neben dem Aquarell Barrikade nach Kämpfen in der Breiten Straße auch in zwei weiteren Bildern widerspiegele. Eines davon zeigt das Schildhorndenkmal an der Havel, welches im Jahr 1844 zum Gedenken an eine Sage errichtet wurde: Der Slawenfürst Jaxa geriet in Konflikt mit dem Landesherrn, ähnlich wie die Berliner Bürger 1848. Jaxa versuchte dem brandenburgischen Markgrafen Albrecht dem Bären zu entkommen, indem er die Havel durchschwamm. Als er dabei zu scheitern drohte, soll er vor Gott geschworen haben, sich taufen zu lassen und dem Markgrafen zu unterwerfen. Anschließend gelang es ihm, das rettende Ufer zu erreichen. Das Schildhorndenkmal habe Gaertner folglich als „christliches Mahnmal“ (Andreas Teltow) gesehen. Das Kreuz des Monuments versperrt den unmittelbaren Blick auf die Sonne, deren Licht grell erstrahlt. Das Schildhorndenkmal steht auf einem hügeligen Terrain und überragt die Wälder am Ufer der Havel im hinteren Teil des Bildes. Das Aquarell war nie für den Verkauf bestimmt und blieb zu Lebzeiten in dem Besitz des Künstlers.

### 1850er und 1860er Jahre
Gaertner spezialisierte sich als Architekturmaler auf eine nüchterne, möglichst realitätsgetreue Darstellung der bestehenden Bausubstanz. Bei dieser Arbeitsweise machte ihm seit den 1850er Jahren eine neue Technologie zunehmend Konkurrenz: die Fotografie. Die Bilder der Apparate waren hinsichtlich ihres Preises und ihrer Entstehungszeit weit weniger aufwendig als das Werk eines Architekturmalers. Sie hielten ebenfalls hochauflösend die Detailfülle der abgebildeten Umgebung fest. Schon im Jahr 1850 arbeiteten 15 Fotografen in Berlin.
Gaertner sah in der Fotografie aber auch ein Vorbild für seine Veduten. Fotoaufnahmen dienten ihm zwar nicht als unmittelbare Vorlagen für seine Ansichten, ermöglichten ihm aber den schnellen Vergleich mit den Gegenständen seines Bildes. Er konnte entsprechende Korrekturen vornehmen und erhöhte so nochmals die Authentizität seiner Werke. Gaertner erwarb insgesamt 77 Lichtbilder von den Berliner Fotografen, darunter die wohl älteste erhaltene Berlin-Fotografie, entstanden im Jahr 1851.
1852 oder 1853 wandte sich Gaertner einem Bildmotiv zu, das er zwischen 1829 und 1861 immer wieder aufgriff. Die Rede ist von dem Berliner Boulevard Unter den Linden. Die Straße diente als repräsentative Kulisse für königliche Einzüge und Militärparaden. In dem Bild zeigt Gaertner, wenn auch eher im Hintergrund, die Straße in dieser Funktion. Zwischen dem Säulenportikus des Königlichen Opernhauses und dem Standbild Friedrichs des Großen reitet der preußische König in Richtung Stadtschloss, wo gerade eine Militärparade stattfindet. Im Vordergrund sind, wie so oft bei Gaertners Malereien, flanierende Bürger zu erkennen.

### Lebensabend in Zechlin (1870–1877)

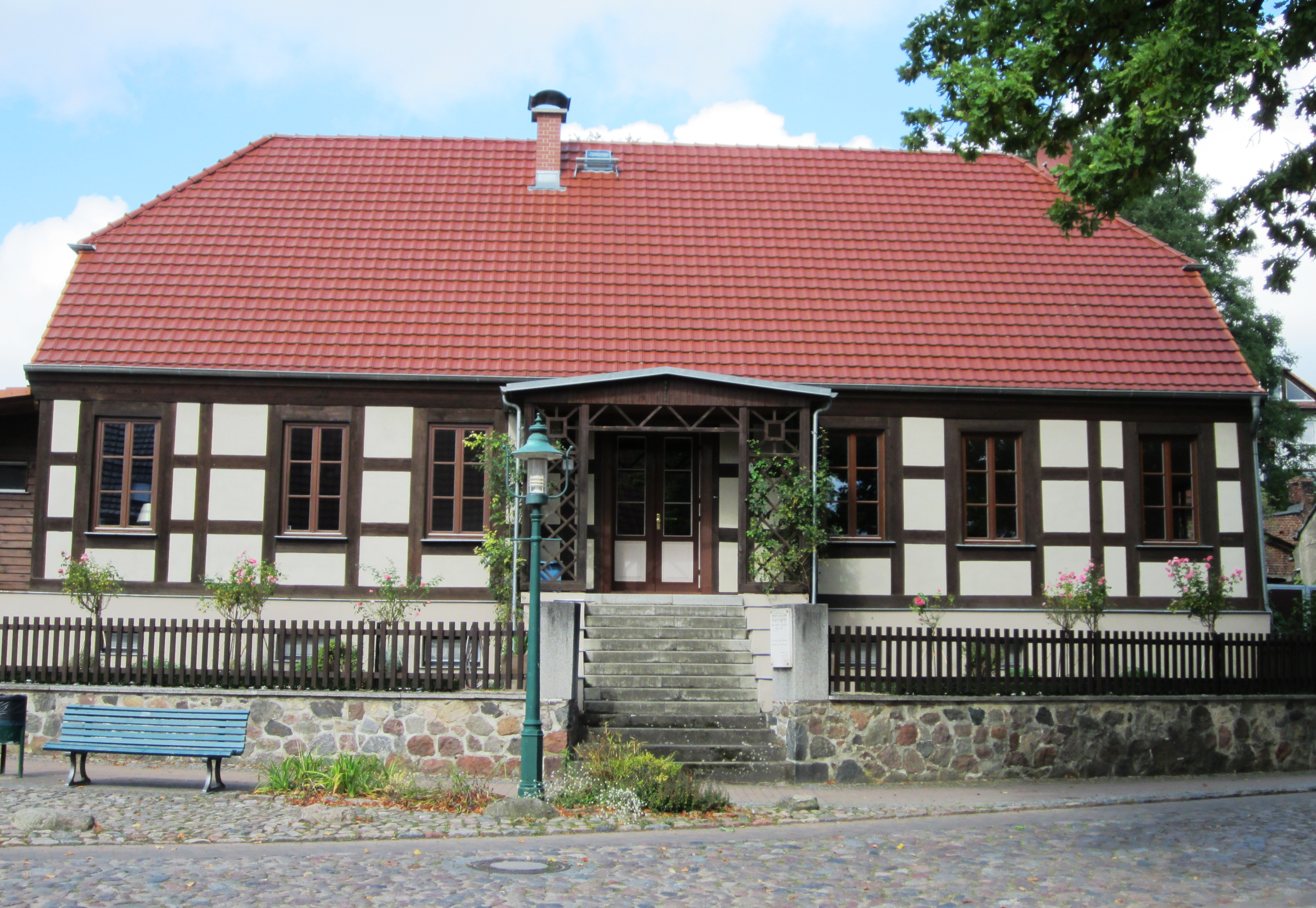
Wohnhaus von Eduard Gaertner, Am Markt 7 im Flecken Zechlin

Im Jahr 1870 verließen er und seine Frau Berlin. Der gesundheitlich angeschlagene Künstler wählte das „landschaftlich reizvolle“ Ruppiner Seeland (Irmgard Wirth) zu seinem Rückzugsort. In dem verkehrsmäßig noch relativ abgelegenen Flecken Zechlin erwarb er von seinem ältesten Sohn ein Fachwerkhaus, das genügend Platz für Atelier und Wohnung bot. Es liegt in direkter Nachbarschaft zu der Kirche des Ortes. Gaertner lebte hier weitgehend zurückgezogen. Auch in dem kleinen Ort blieb Gaertner zwar künstlerisch aktiv, produzierte jedoch meist nur noch kleinere Werke für die eigene Familie und enge Freunde (hauptsächlich Aquarelle und Zeichnungen). Seine zunehmende Sehschwäche erschwerte das Malen. Körperliche Schwierigkeiten schlossen auch Reisen in die Umgebung aus, sodass Gaertner sich kaum noch Inspirationsquellen erschließen konnte.
Er starb am 22. Februar 1877. In dem Fachwerkhaus blieben seine 70-jährige Frau und zwei noch nicht verheiratete Töchter zurück. Henriette Gaertner ersuchte daraufhin den Künstler-Unterstützungsfond der Akademie der Künste um eine jährliche Beihilfe von 150 Mark, doch ihr Antrag wurde abgelehnt. Sie starb im April 1880 und wurde neben dem Grab ihres Mannes auf dem „Kirchhof“ beerdigt.
Eduard Gaertner schien aus der Kunstgeschichte verschwunden zu sein. Erst auf der Deutschen Jahrhundert-Ausstellung von 1906 wurden seine Arbeiten wieder gezeigt, man verglich sie nun mit der Kunst des großen italienischen Vedutenmalers Bernardo Bellotto (genannt Canaletto). Fragmentarische Einzelausstellungen gab es dann wieder 1968 und 1977, eine umfassende Werkschau 2001 im Berliner Ephraim-Palais.

## Werke

### Hilfsmittel
Eduard Gaertner arbeitete mit der Präzision eines Architekten. Als technische Zeichenhilfe zur Vorbereitung seiner Bilder benutzte er sehr wahrscheinlich die camera obscura, obwohl er diese in seinen Arbeitstagebüchern nicht ausdrücklich erwähnt. Dort tauchen aber Ausdrücke wie Zeichen Maschine und Apparat auf, die auf das Gerät hindeuten, ebenso wie verschiedene Architekturzeichnungen auf Transparentpapier.

### Stilwandel
Bald nach 1840 – dem Todesjahr Friedrich Wilhelms III. – lässt sich ein fortschreitender Stilwandel an Gaertners Arbeiten beobachten, der dem Zeitgeist und dem persönlichen Geschmack des neuen Königs folgt. Die allgemeine Entwicklung verlief von klassizistischer Klarheit zum eher romantischen Blick auf Natur und Geschichte, zur idealisierenden Überhöhung. Bei Gaertner finden sich nun Landschaftsbilder mit dramatisch gestalteten Wolkenpartien, in denen die Architektur nur noch eine untergeordnete, dekorative Rolle spielt. Er beherrschte durchaus das romantische Repertoire: steile Felsen, ausladende Bäume (mit Vorliebe Eichen), Ruinen aller Art, Zigeuner. Auch diese Arbeiten hatten malerische Qualität, wurden aber weit weniger bewundert als die Stadtansichten früherer Jahre. So bleibt Eduard Gaertner vor allem als der Architekturmaler im Gedächtnis, der die Stadt Berlin in einem bedeutenden Abschnitt ihrer Geschichte sorgfältig beobachtet und dargestellt hat.

### Gesellschaftskritische Werke
Laut dem Kunsthistoriker Peter-Klaus Schuster sympathisierte Eduard Gaertner mit der Vorstellung „einer egalitären bürgerlichen Gesellschaft, deren Mitglieder zivilisiert und herrschaftsfrei miteinander auskommen“ sollten. Die angespannte politische Atmosphäre im Vormärz fängt Gaertner auch mit zwei Straßenansichten ein, in denen sich nachts Studenten am Eingangstor der heutigen Humboldt-Universität aufgeregt unterhalten. Sie werden von Polizisten beobachtet, die den Bereich zwischen der Universität und der Akademie besetzt halten. Bei der Studentengruppe handelt es sich um eine seit den Karlsbader Beschlüssen von 1819 verbotene Burschenschaft.

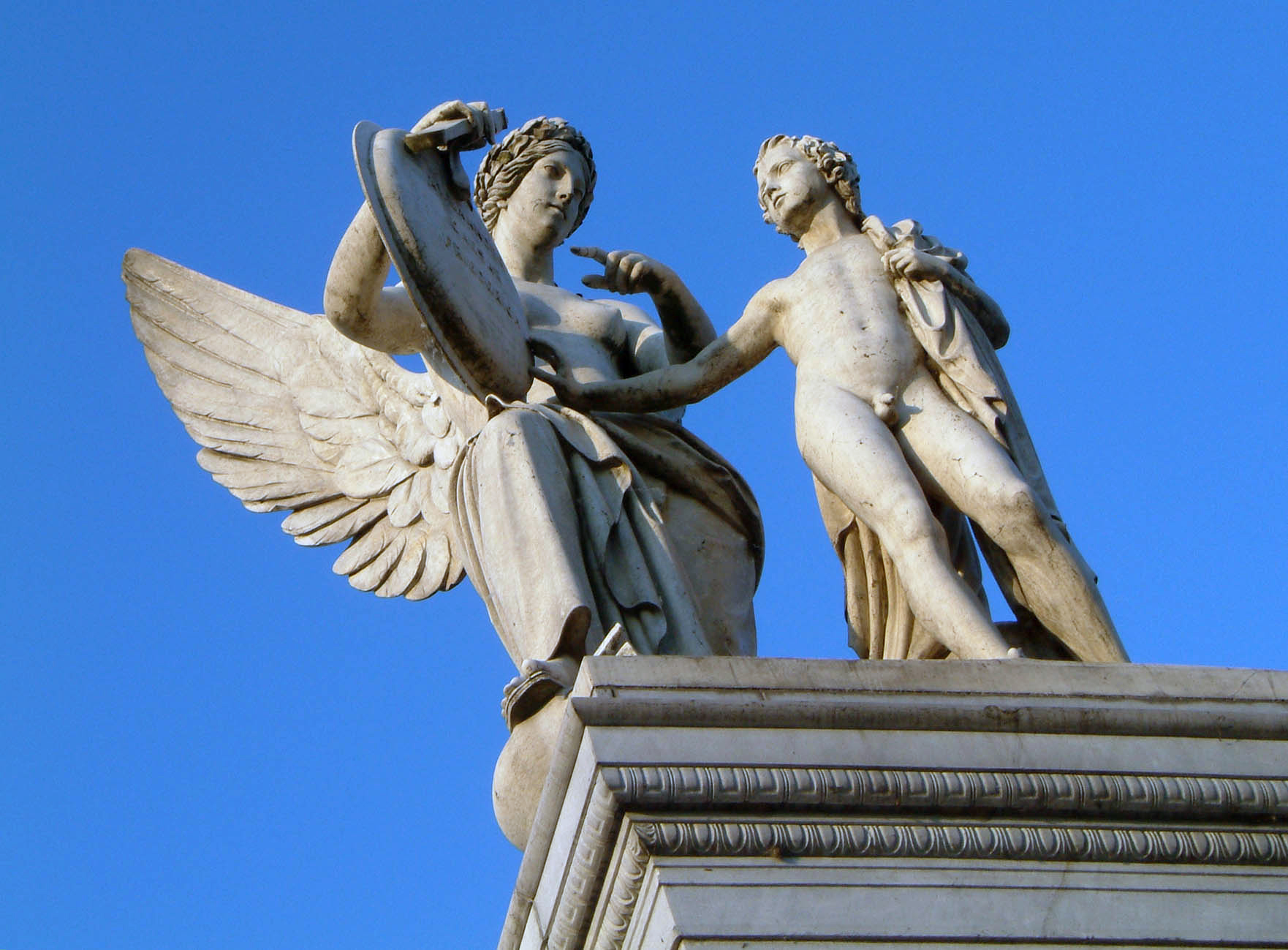
Die Marmorskulptur, auf die sich das Gemälde bezieht

Eine weitere Abbildung, die von der antihöfischen Gesinnung des Künstlers zeugt, ist ein 1855 entstandenes Ölgemälde. Die Ansicht der Rückseite der Häuser an der Schloßfreiheit stellt Bürgerhäuser dar. Die Häuser der Schloßfreiheit sollten auf Wunsch des Berliner Magistrats wegen ihrer Nähe zum Stadtschloss abgerissen werden, doch hatte König Friedrich Wilhelm IV. es nicht dazu kommen lassen. Die Bürgerhäuser stehen dabei im Vordergrund und verdecken bis auf die Kuppel das Stadtschloss fast vollständig. Während die von Friedrich August Stüler erbaute Kuppel zum Teil von Schatten bedeckt ist, stehen die Bürgerhäuser im Sonnenschein. Das Gemälde sei, so Schuster, eine „Manifestation des selbstbewussten Bürgertums“, das sich von der preußischen Regierung abgrenze. Zugleich folgt das Gemälde dem bürgerlichen Erziehungsprogramm, indem es, so Schuster, die „Vorbildhaftigkeit der Antike“ betont. Auf der linken Seite des Gemäldes ist eine Marmorskulptur auf der Schlossbrücke zu sehen. Die geflügelte griechische Siegesgöttin Nike fordert einen Jüngling auf, ihr aus ihrem Schild vorzulesen. Dort stehen die Namen Alexanders des Großen, Gaius Iulius Caesars und Friedrichs des Großen. An den Taten dieser „Helden“, so eine Aussage des Gemäldes, solle sich der Bürger orientieren. Auf der rechten Seite des Gemäldes, leicht von Bäumen verdeckt, ist die Bauakademie zu erkennen. Im Hintergrund erhebt sich schemenhaft der Turm der Petrikirche. Die Bauarbeiten an dem Bauwerk wurden erst 1852 vollendet, drei Jahre nach der Entstehung des Gemäldes. Auf der Unterwasserstraße sind Szenen des alltäglichen Lebens zu entdecken; Kutschen und Fuhrwerke sind unterwegs, Kinder spielen am Bürgersteig und ein Mann mit schwarzem Hund lehnt sich an das Geländer. Bei ihm handelt sich wahrscheinlich um den Auftraggeber, dessen Name jedoch unbekannt ist. Laut Ursula Cosmann habe Gaertner bewusst eine „von den Architekturmalern wenig gezeigte Gegend“ für sein Gemälde ausgewählt.

### Parochialstraße (1831)
Das im Jahr 1831 geschaffene Ölgemälde Parochialstraße bildet das geschäftliche Leben der Handwerker, Kleinbürger und Händler in Berlin ab. Der auf der linken vorderen Bildseite sich an eine Tür anlehnende Kesselschmied raucht eine Pfeife. In der Bildmitte wird Brennholz „gesägt und gehackt“, während auf der rechten Straßenseite zwei biertrinkende Männer sich vor einer Budike unterhalten. Lückenlos reihen sich die zwei- bis dreiachsigen Häuser in der engen Gasse aneinander. Im Hintergrund erscheint der im Nebel verschwommen wirkende Turm der Nikolaikirche. Bei dem Bild legte Gaertner Wert darauf, die Enge der Gasse besonders hervorzuheben. Um eine dafür notwendige räumliche Tiefenwirkung zu erzielen, stellte er die Häuserfassaden perspektivisch stark verkürzt dar. Die linke und rechte Häuserreihe scheinen sich so im Hintergrund „fast zu berühren“. Der Himmel erstrahlt passend zum harmonischen Straßenleben in einem blau-weißen Farbton. Die in die Gasse einfallenden Sonnenstrahlen berühren die oberen Etagen der Häuser und erzeugen in dem Bild eine „belebende“ Wirkung. Im hinteren Teil des Bildes dringt Licht von der Jüdenstraße her kommend in die Gasse ein. Synchron zum Licht biegt von links eine Frau mit weißem Kleid in die Gasse ein. Tatsächlich zeigt das Bild nicht nur die „Reetzengasse“, sondern im vorderen Teil auch die Kronengasse. Im Jahr 1862 vereinigte ein königliches Edikt die Reetzengasse und die Kronengasse unter dem Namen Parochialstraße. Von dem Bild existierten drei Versionen: Ein Exemplar wird in der Berliner Nationalgalerie aufbewahrt, ein weiteres im New Yorker Metropolitan Museum of Art und ein drittes Exemplar wurde im Zweiten Weltkrieg zerstört.